# Wola (powiat lipnowski)
Wola – wieś w Polsce położona w województwie kujawsko-pomorskim, w powiecie lipnowskim, w gminie Kikół.

## Podział administracyjny
W latach 1975–1998 miejscowość należała administracyjnie do województwa włocławskiego.

## Demografia
Według Narodowego Spisu Powszechnego (III 2011 r.) wieś liczyła 673 mieszkańców. Jest drugą co do wielkości miejscowością gminy Kikół.

## Zabytki
Według rejestru zabytków NID na listę zabytków wpisany jest zespół folwarczny z początku XIX w., nr rej.: 203/A z 25.04.1986
- park dworski
- folwark
  - rządcówka
  - czworaki
  - 2 magazyny
  - obora